# 素環
環論において、素環（そかん、英: prime ring）とは、任意の a, b ∈ R について、aRb = {0} ならば a = 0 または b = 0 が成り立つような環 R のことである。

## 同値な定義
環 R が素環であることは以下のいずれの条件とも同値である。
- {0} は素イデアル
- R の左イデアル I, J について、IJ = {0} ならば I = {0} または J = {0}
- R の右イデアル I, J について、IJ = {0} ならば I = {0} または J = {0}
- R の両側イデアル I, J について、IJ = {0} ならば I = {0} または J = {0}

## 例
- 域は素環である。
- 単純環は素環である。

## 性質
- 可換環において、整域と素環は同値である。